# 迈切尔
迈切尔，是匈牙利杰尔-莫雄-肖普朗州所辖的一个村。总面积21.11平方公里，总人口596，人口密度28.2人/平方公里（2011年1月1日）。